# 默兹河畔沙尔尼
默兹河畔沙尔尼（法語：Charny-sur-Meuse，法語發音：[ʃaʁni syʁ møz]）是法国默兹省的一个市镇，属于凡尔登区。

## 地理
默兹河畔沙尔尼（49°12'27"N, 5°21'47"E）面积12.62 平方千米，位于法国大東部大區默兹省，该省份为法国西北部内陆省份，北与比利时接壤，西接马恩省和阿登省，南至上马恩省和孚日省，东临默尔特-摩泽尔省。
与默兹河畔沙尔尼接壤的市镇（或旧市镇、城区）包括：默兹河畔蒂耶维尔、默兹河畔贝尔维尔、默兹河畔布拉、马尔、瓦什罗维尔。

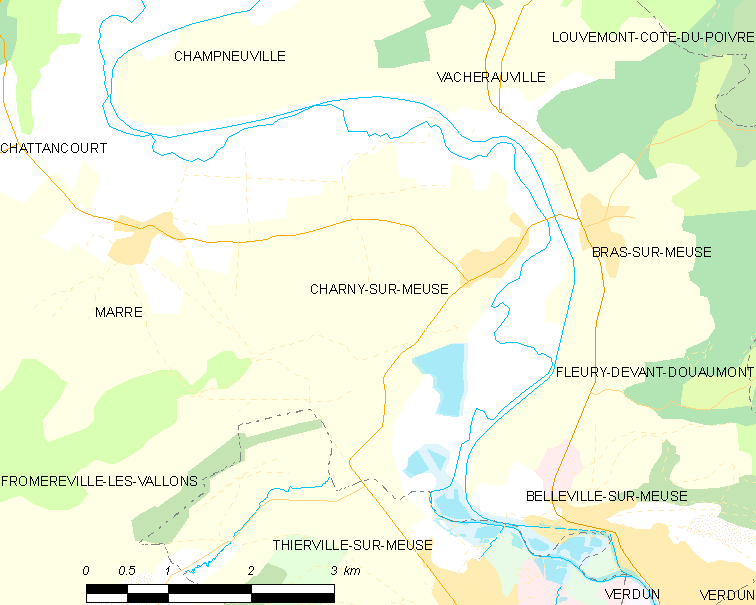
默兹河畔沙尔尼的OSM定位图

默兹河畔沙尔尼的时区为UTC+01:00、UTC+02:00（夏令时）。

## 行政
默兹河畔沙尔尼的邮政编码为55100，INSEE市镇编码为55102。

## 政治
默兹河畔沙尔尼所属的省级选区为默兹河畔贝尔维尔县。

## 人口

1962-2008年间默兹河畔沙尔尼人口变化图示

默兹河畔沙尔尼于2022年1月1日时的人口数量为521人。